# Real Madrid Club de Fútbol 2016-2017
Questa voce raccoglie le informazioni riguardanti il Real Madrid Club de Fútbol nelle competizioni ufficiali della stagione 2016-2017.

## Stagione

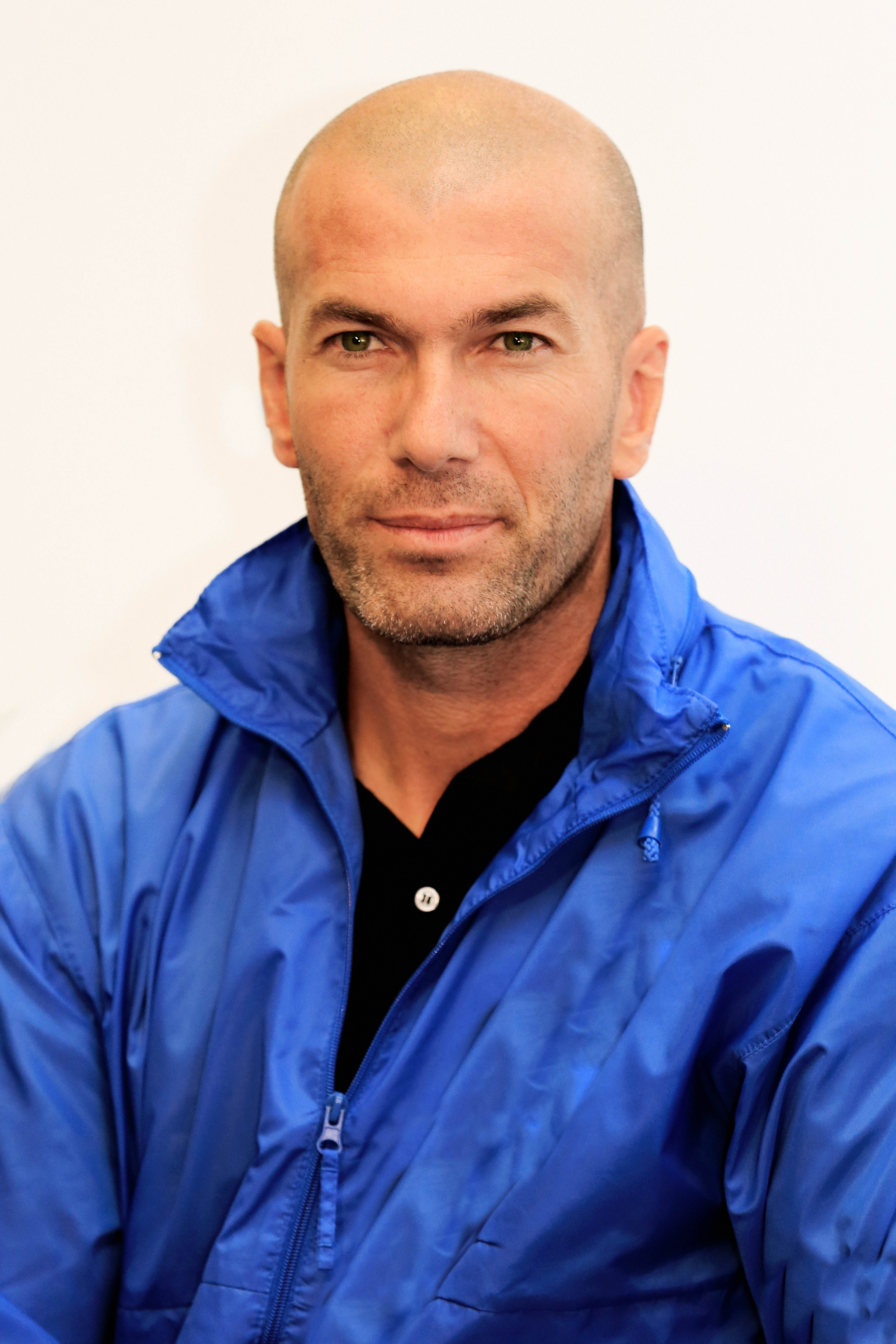
Zinédine Zidane, confermato alla guida del club anche per la stagione 2016-2017.

L'esordio stagionale dei madrileni avviene, come due anni prima, in Supercoppa UEFA. I Blancos riescono a conquistarla per la terza volta nella loro storia, superando per 3-2 il Siviglia dopo i tempi supplementari.
La prima giornata di campionato mette la banda di Zidane a confronto con la Real Sociedad, a San Sebastián. I Blancos riescono, però, ad imporsi per 0-3 grazie ad una doppietta di Bale e al secondo gol in due partite di Marco Asensio. A questa segue un'altra vittoria, la prima casalinga, contro il Celta Vigo (2-1). Dopo la prima pausa per le Nazionali, al rientro in campionato, è la terza vittoria in altrettante partite giocate (5-2 all'Osasuna) a garantire ai madrileni di pareggiare, a quota 15 successi consecutivi nella Liga, un primato personale che resisteva da più di 60 anni. Il record di Pep Guardiola da CT del Barcellona viene subito eguagliato (16 successi consecutivi in campionato) alla quarta giornata, dove i Blancos passano per 0-2 sul campo dell'Espanyol. A questi risultati seguono poi tre pareggi consecutivi, di cui due casalinghi, grazie ai quali l'Atletico Madrid di Simeone riesce a rimontare sino alla prima posizione in graduatoria (1-1 contro il Villarreal, 2-2 a Las Palmas e 1-1 contro l'Eibar). La seconda pausa per gli incontri delle Nazionali rigenera la squadra di Zidane che, a Siviglia contro il Betis, passa con un agile 1-6 e stende l'insidioso Athletic Bilabo in casa (2-1) raggiungendo la vetta solitaria della classifica. Primo posto in graduatoria che viene mantenuto solido grazie ai successivi risultati positivi: 1-4 sul campo dell'Alaves, 3-0 contro il Leganes e 0-3 nel derby esterno contro i cugini dell'Atletico (all'ultima stracittadina di Liga disputata nel Vicente Calderón) e 2-1 allo Sporting Gijón. I Blancos arrivano così al Clásico con 6 punti di vantaggio sui rivali del Barcellona, i quali vengono mantenuti a distanza in seguito all'1-1 del Camp Nou. Con la successiva partita, finita 3-2 per le Merengue, Zidane porta a 35 partite il conto di incontri consecutivi in tutte le competizioni senza sconfitte, migliorando il record della storia del club. Il 2017 conferma la striscia positiva per la banda dell'allenatore francese che, tra le mura amiche, sconfigge il Granada per 5-0 ma impone anche la prima sconfitta in stagione, rimediata a Siviglia, per 2-1, che interrompe a 40 il totale degli incontri consecutivi senza sconfitte per il madrileni. L'ultima giornata del girone di andata viene risolta da due gol di Sergio Ramos, i quali bastano per superare il Malaga (2-1). Il Real Madrid è così campione di inverno, occupando in solitaria la vetta visti i 43 punti in classifica, frutto di 13 vittorie, 4 pareggi ed una sola sconfitta, considerando anche il match da recuperare contro il Valencia.

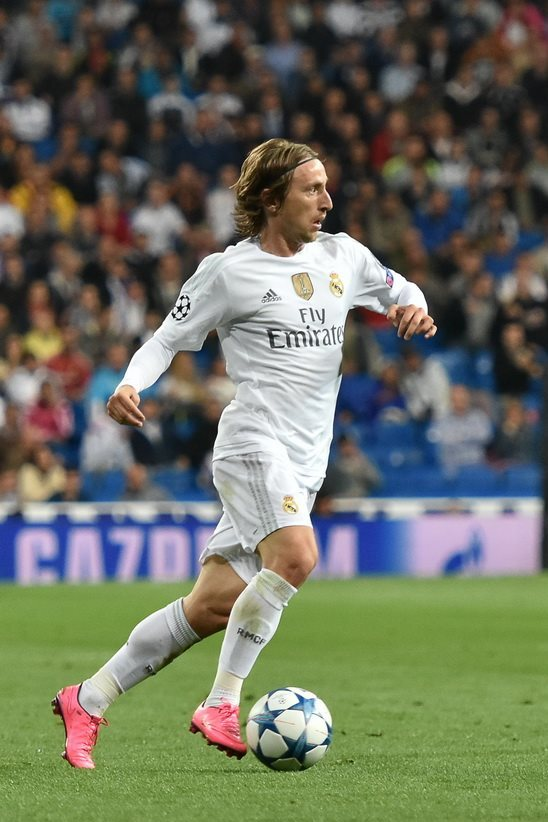
Luka Modrić si afferma definitivamente come uno dei migliori registi dei panorama europeo.

Il girone di ritorno comincia con una vittoria, la 14ª in campionato e a farne le spese è la Real Sociedad, che al Bernabéu cade per 3-0. Dopo il rinvio della gara di Vigo in programma come 21ª giornata a causa del maltempo, i Blancos passano sul campo dell'Osasuna (1-3) e battono in casa l'Espanyol (2-0), mantenendo la vetta della classifica seppur con due gare da recuperare. Il primo dei due recuperi programmati va in scena al Mestalla di Valencia il 22 febbraio ma, nonostante la squadra di casa soffra nei bassifondi della classifica, riesce nell'intento di sconfiggere i madrileni, che cadono per la seconda volta in stagione nella Liga (2-1). Il ritorno al successo è solo questione di quattro giorni. In rimonta, a Vila-real, la banda di Zidane passa per 2-3, mantenendo costante il vantaggio sul Barcellona al secondo posto che, però, riesce a scavalcare i madrileni la giornata successiva visto lo stop casalingo (3-3) imposto dal Las Palmas al Bernabéu. Nonostante il massiccio turnover attuato dal tecnico francese in vista degli impegni di Champions League, i Blancos passano agevolmente sul campo dell'Eibar (1-4) e si riconfermano in vetta alla Liga la successiva giornata dove, sfruttando la sconfitta del Barcellona a La Coruña, battono in rimonta il Betis (2-1). Passano poi sul campo dell'Athletic Bilbao (1-2), in casa con l'Alaves (3-0) e contro il Leganés (2-4). Dopo la serie di cinque vittorie consecutive, un gol di Antoine Griezmann costringe i Blancos al pareggio casalingo nel derby con i cugini dell'Atletico (1-1). Alla vigilia del Clásico del 23 aprile, il Real trova un'altra vittoria in rimonta (2-3 a Gijón) presentandosi alla sfida con gli odiati rivali con 3 punti di vantaggio e una gara ancora da recuperare, ma una rete di Messi in pieno recupero ribalta l'iniziale vantaggio della compagine di Zidane che perde (2-3) il confronto diretto con i blaugrana, riaprendo la corsa al titolo. Da qui in poi (con le merengue obbligate a vincere tutte le gare e a pareggiarne al massimo una per assicurarsi la Liga) vincono contro il Deportivo (2-6), contro il Valencia (2-1), a Granada (0-4), con il Siviglia (4-1) e il recupero della 21ª giornata, a Vigo, (1-4). Anche l'ultima e decisiva giornata è un successo: Cristiano Ronaldo e Benzema ipotecano il risultato a Málaga (0-2), permettendo ai Blancos di sollevare per la 33ª volta nella loro storia la Liga, a 5 anni dall'ultimo trionfo.
Il Mondiale per club 2016 per le Merengues inizia ufficialmente dalla semifinali, contro il Club América. Gli uomini di Zidane superano gli avversari messicani per 0-2, grazie alle reti di Karim Benzema e Cristiano Ronaldo, accedendo alla finale nella quale battono anche il Kashima Antlers, per 4-2, dopo i tempi supplementari, e conquistano, per la seconda volta nella loro storia, il titolo di campioni del mondo.
In Coppa del Re, il sorteggio del 15 ottobre accoppia i Blancos, per i sedicesimi di finale, con il Cultural Leonesa, squadra della terza divisione spagnola. Pratica facilmente e velocemente archiviata dai Madrileni che approdano agli ottavi vincendo per 1-7 la gara di andata e per 6-1 quella di ritorno, garantendosi un posto al turno successivo contro il Siviglia. La prima delle due gare contro gli andalusi fa sorridere ancora una volta Zidane che, tra le mura amiche, sconfigge 3-0 gli avversari, mentre in quella di ritorno governa la parità (3-3) sancendo un risultato che, oltre ad accertare il matematico passaggio al turno successivo, regala ai Blancos il nuovo record spagnolo di partite consecutive, in tutte le competizioni, senza sconfitta (40). 
L'urna del 13 gennaio sorteggia il Celta Vigo quale avversario dei Blancos per i quarti di finale. Proprio galiziani estromettono i madrileni dalla competizione, imponendosi per 1-2 al Bernabéu e gestendo il vantaggio con il successivo 2-2 al Balaídos.
Il sorteggio dei gironi della Champions League avviene il 25 agosto a Monaco. Il Real Madrid, detentore del trofeo e, dunque, inserito in prima fascia pesca il Borussia Dortmund, lo Sporting Lisbona ed il Legia Varsavia, andando a costituire il gruppo F. L'esordio è datato 14 settembre, nell'incontro casalingo contro lo Sporting Lisbona che, dopo passato in vantaggio a sorpresa, mantiene la superiorità nel punteggio fino all'88', quando Ronaldo pareggia il conto prima della rete di Morata nei minuti di recupero (2-1). La seconda gara, giocata contro il Borussia Dortmund vincitore per 0-6 nel primo turno, si concretizza con un 2-2. Più facile è, invece, il terzo impegno della fase a gironi per la squadra di Zidane che, nel primo dei due incontri nel giro di 14 giorni con il Legia Varsavia, sconfigge la compagine polacca 5-1, ma non va oltre il 3-3 nel successivo incontro giocato, a porte chiuse, a Varsavia. L'unica vittoria esterna della fase a gironi (1-2 a Lisbona contro lo Sporting) è sufficiente per spedire i madrileni agli ottavi di finale, da seconda della classe visto il pareggio contro il Borussia Dortmund (2-2), il quale conclude il girone in testa.
Le urne di Nyon, datate 12 dicembre, accoppiano agli ottavi di finale le Merengues con il Napoli, giunto al primo posto nel girone B. Il doppio confronto con i Partenopei è a senso unico. I Blancos li superano prima al Bernabéu (3-1) e poi al San Paolo con lo stesso risultato (1-3), ipotecando il passaggio del turno.

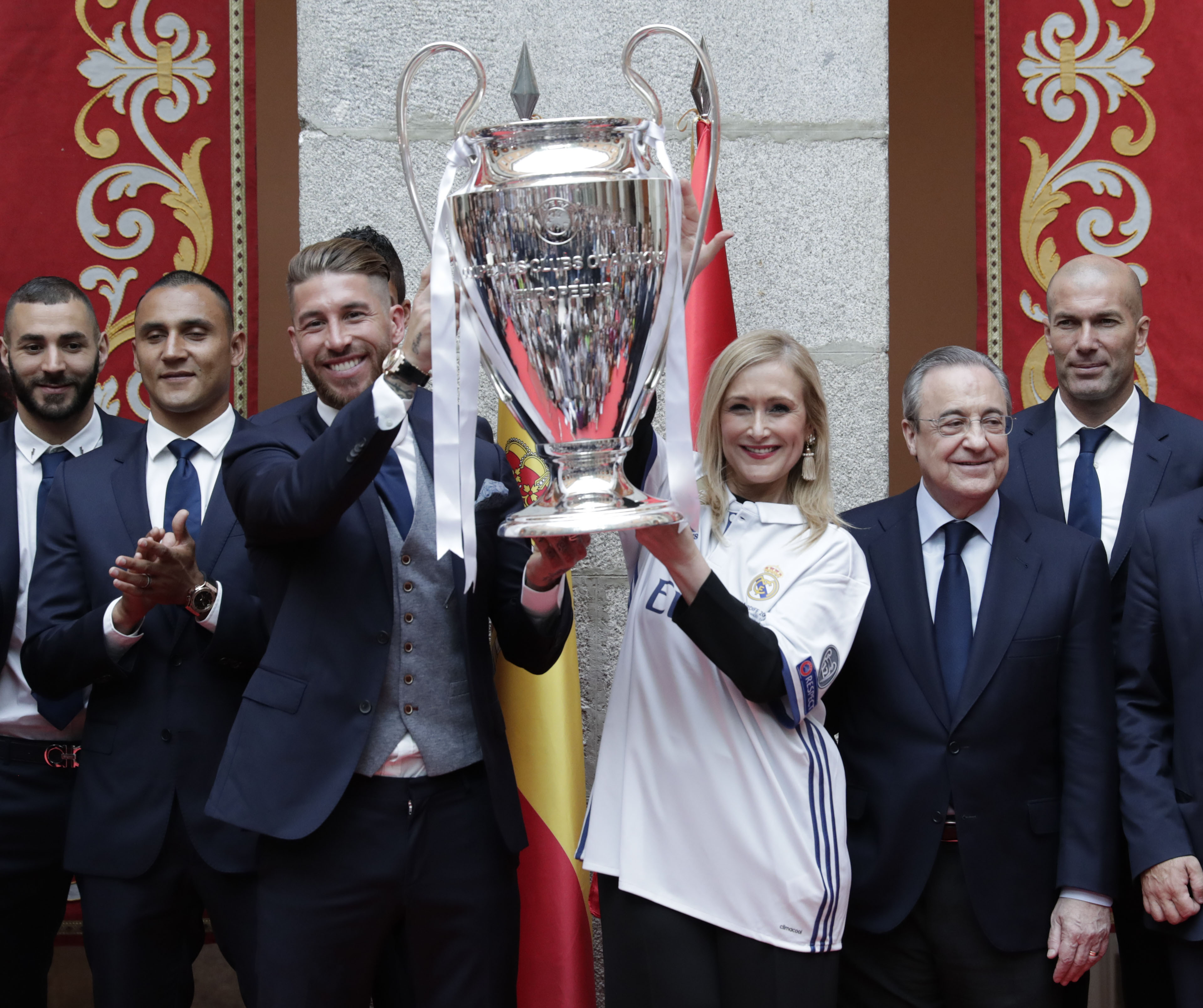
La squadra del Real Madrid in visita alla Real Casa de Correos, sede della Presidenza della Comunità di Madrid

Il sorteggio per i quarti di finale avviene il 17 marzo e fa incrociare ai detentori del trofeo in carica il Bayern Monaco, vincitore dell'ottavo di finale contro l'Arsenal. All'Allianz Arena di Monaco va in scena l'andata e vede la banda di Zidane superare il diretto avversario (1-2) grazie ad una doppietta di Cristiano Ronaldo. Nel secondo dei due match i bavaresi riescono a strappare lo stesso risultato nei 90 minuti, costringendo i Blancos a giocare i supplementari dove, però, risulta ancora decisivo Ronaldo, autore di una tripletta che guida il proprio club in semifinale (4-2).
Per la quarta volta consecutiva nella fase ad eliminazione della Champions League, ma per la prima volta in semifinale, i bianchi madrileni vedono l'urna di Nyon abbinarli ai cugini dell'Atletico. Gli ultimi tre precedenti nella massima competizione europea hanno sempre visto la vittoria delle Merengues (vittoriosi nelle finali del 2014 e del 2016 e nel doppio confronto ai quarti di finale dell'edizione 2015). Anche in questa edizione il copione non cambia. Nel doppio confronto i Blancos escono vincitori (3-0) nella gara di andata al Barnabéu e cadono (2-1) al Calderón, superando, però, ancora una volta il turno e raggiungendo la 15ª finale della massima competizione europea della propria storia, in programma per il 3 giugno a Cardiff.
L'atto conclusivo della Champions League regala, come in due delle tre precedenti edizioni, un'altra gioia al club della capitale spagnola. I Blancos battono la Juventus (vincitrice della semifinale contro il Monaco) per 4-1, grazie alle reti di Casemiro, Asensio e alla doppietta di Cristiano Ronaldo. È il successo numero 12 per le Merengue, le quali entrano di diritto nella storia essendo il primo club, dall'avvento del nuovo formato della coppa (dal 1992) a trionfare per due edizioni consecutive.

## Maglie e sponsor
| Casa | Trasferta | Terza divisa |

## Organigramma societario
Area direttiva
- Presidente: Florentino Perez
- Vicepresidente: Fernando Fernández Tapias
- Direttore generale: Eduardo Ferrnández de Blas
- Direttore risorse: Enrique Balboa
- Risorse umane: José María García
- Direttore dell'area sociale: José Luis Sánchez
- Direttore di controllo e auditing interno: Carlos Martínez de Albornoz
- Direttore della commissione di consulenza legale: Javier López Farre
- Direttore Fondazione "Real Madrid": Julio González

- Capo del protocollo: Raúl Serrano

Area comunicazione
- Capo di Gabinetto della presidenza: Enrique Sánchez Gonzáles
- Direttore dell'area comunicazione: Antonio Galeano
- Direttore delle relazioni istituzionali: Emilio Butragueño

Area marketing
- Direttore economico: Julio Esquerdeiro
- Direttore commerciale: Begoña Sanz
- Direttore operazioni e servizi: Fernando Tormo

Area tecnica
- Direttore sportivo della sezione calcistica: Antonio Gómez
- Allenatore: Zinédine Zidane
- Allenatore in seconda: David Bettoni
- Allenatore dei portieri: Luis Llopis
- Preparatore atletico: Bernardo Requena, Felix Ledesma, Paco de Miguel

Area sanitaria
- Medico sociale: Joaquín Mas
- Fisioterapisti: Giovanni Mauri, Hamidou Msaide

## Rosa
Rosa aggiornata al 31 agosto 2016.
| N. |                       | Ruolo | Calciatore              |
| -- | --------------------- | ----- | ----------------------- |
| 1  | Costa Rica (bandiera) | P     | Keylor Navas            |
| 2  | Spagna (bandiera)     | D     | Daniel Carvajal         |
| 3  | Portogallo (bandiera) | D     | Pepe                    |
| 4  | Spagna (bandiera)     | D     | Sergio Ramos (capitano) |
| 5  | Francia (bandiera)    | D     | Raphaël Varane          |
| 6  | Spagna (bandiera)     | D     | Nacho Fernández         |
| 7  | Portogallo (bandiera) | A     | Cristiano Ronaldo       |
| 8  | Germania (bandiera)   | C     | Toni Kroos              |
| 9  | Francia (bandiera)    | A     | Karim Benzema           |
| 10 | Colombia (bandiera)   | C     | James Rodríguez         |
| 11 | Galles (bandiera)     | C     | Gareth Bale             |
| 12 | Brasile (bandiera)    | D     | Marcelo (vice capitano) |

| N. |                            | Ruolo | Calciatore     |
| -- | -------------------------- | ----- | -------------- |
| 13 | Spagna (bandiera)          | P     | Kiko Casilla   |
| 14 | Brasile (bandiera)         | C     | Casemiro       |
| 15 | Portogallo (bandiera)      | D     | Fábio Coentrão |
| 16 | Croazia (bandiera)         | C     | Mateo Kovačić  |
| 17 | Spagna (bandiera)          | C     | Lucas Vázquez  |
| 18 | Rep. Dominicana (bandiera) | A     | Mariano        |
| 19 | Croazia (bandiera)         | C     | Luka Modrić    |
| 20 | Spagna (bandiera)          | A     | Marco Asensio  |
| 21 | Spagna (bandiera)          | A     | Álvaro Morata  |
| 22 | Spagna (bandiera)          | C     | Isco           |
| 23 | Brasile (bandiera)         | D     | Danilo         |
| 31 | Spagna (bandiera)          | P     | Rubén Yáñez    |

## Calciomercato

### Sessione estiva(dall'1/7 al 31/8)
La sessione estiva di mercato si apre con il rientro alla base di Čeryšev, Asensio, Silva e Coentrão dai rispettivi prestiti. Il primo acquisto vero e proprio è Morata della Juventus, già membro dei Blancos negli anni passati, convinto a tornare grazie al diritto di ricompra fissato dal Real nell'estate 2014, pagando 30 milioni di euro.
Sulla sponda cessioni, Čeryšev, già rientrante da un prestito al Valencia, viene ceduto a titolo definitivo al Villarreal per circa 7 milioni di euro. Fanno le valigie anche Jesús Vallejo, spedito in prestito annuale al Francoforte, Borja Mayoral, prestato al Wolfsburg per una stagione, Diego Llorente, anch'egli ceduto in prestito e Álvaro Medrán, venduto al Valencia per 1,5 milioni di euro. Lascia la squadra anche il canterano Jesé, venduto al Paris Saint-Germain per una cifra intorno ai 25 milioni di euro.
| Acquisti | Acquisti       | Acquisti            | Acquisti                  |
| R.       | Nome           | da                  | Modalità                  |
| -------- | -------------- | ------------------- | ------------------------- |
| C        | Denis Čeryšev  | Valencia            | fine prestito             |
| A        | Álvaro Morata  | Juventus            | definitivo (30 milioni €) |
| D        | Fábio Coentrão | Monaco              | fine prestito             |
| A        | Marco Asensio  | Espanyol            | fine prestito             |
| C        | Lucas Silva    | Olympique Marsiglia | fine prestito             |
| C        | Álvaro Medrán  | Getafe              | fine prestito             |
| D        | Jesús Vallejo  | Real Saragozza      | fine prestito             |
| C        | Burgui         | Espanyol            | fine prestito             |
| D        | Diego Llorente | Rayo Vallecano      | fine prestito             |
| C        | Omar Mascarell | Sporting Gijón      | fine prestito             |

| Cessioni | Cessioni        | Cessioni              | Cessioni                   |
| R.       | Nome            | a                     | Modalità                   |
| -------- | --------------- | --------------------- | -------------------------- |
| C        | Denis Čeryšev   | Villarreal            | definitivo (7 milioni €)   |
| C        | Álvaro Medrán   | Valencia              | definitivo (1,5 milioni €) |
| D        | Jesús Vallejo   | Eintracht Francoforte | prestito                   |
| D        | Diego Llorente  | Malaga                | prestito                   |
| A        | Borja Mayoral   | Wolfsburg             | prestito                   |
| C        | Burgui          | Sporting Gijón        | prestito                   |
| D        | Marcos Llorente | Alavés                | prestito                   |
| C        | Omar Mascarell  | Eintracht Francoforte | definitivo (1 milione €)   |
| A        | Jesé            | Paris Saint-Germain   | definitivo (25 milioni €)  |

### Sessione invernale(dal 3/1 al 2/2)
| Acquisti | Acquisti | Acquisti | Acquisti |
| R.       | Nome     | da       | Modalità |
| -------- | -------- | -------- | -------- |

| Cessioni | Cessioni | Cessioni | Cessioni |
| R.       | Nome     | a        | Modalità |
| -------- | -------- | -------- | -------- |

## Risultati

### Primera División

#### Girone di andata
| Arbitro: | Martínez Munuera (Comitato valenciano) |

|  |           |                            |
|  | Marcatori | 2’, 90+4’ Bale 40’ Asensio |

| Arbitro: | De Burgos Bengoetxea (Comitato basco) |

|                      |           |              |
| Morata 60’ Kroos 81’ | Marcatori | 67’ Orellana |

| Arbitro: | Fernández Borbalán (Comitato andaluso) |

|                                                       |           |                      |
| Ronaldo 6’ Danilo 40’ Ramos 45+1’ Pepe 56’ Modrić 62’ | Marcatori | 64’ Riera 78’ García |

| Arbitro: | Hernández Hernández (Comitato di Las Palmas) |

|  |           |                             |
|  | Marcatori | 45+2’ Rodríguez 71’ Benzema |

| Arbitro: | González (Comitato castiglianoleonese) |

|           |           |                      |
| Ramos 48’ | Marcatori | 45+1’ (rig.) Soriano |

| Arbitro: | Estrada Fernández (Comitato catalano) |

|                     |           |                         |
| Tana 38’ Arajuo 85’ | Marcatori | 33’ Asensio 67’ Benzema |

| Arbitro: | Martínez Munuera (Comitato valenciano) |

|          |           |         |
| Bale 17’ | Marcatori | 6’ Rico |

| Arbitro: | Gil Manzano (Comitato estremadura) |

|            |           |                                                             |
| Cejudo 55’ | Marcatori | 4’ Varane 31’ Benzema 39’ Marcelo 45’, 62’ Isco 78’ Ronaldo |

| Arbitro: | Iglesias Villanueva (Comitato galiziano) |

|                       |           |           |
| Benzema 7’ Morata 83’ | Marcatori | 27’ Sabin |

| Arbitro: | Sanchez Martinez (Comitato murciano) |

|              |           |                                         |
| Devyerson 7’ | Marcatori | 17’ (rig.), 33’, 88’ Ronaldo 84’ Morata |

| Arbitro: | Mateu Lahoz (Comitato valenciano) |

|                            |           |  |
| Bale 38’, 45+1’ Morata 76’ | Marcatori |  |

| Arbitro: | Fernández Borbalán (Comitato andaluso) |

|  |           |                              |
|  | Marcatori | 23’, 71’ (rig.), 77’ Ronaldo |

| Arbitro: | Hernández Hernández (Comitato di Las Palmas) |

|                        |           |             |
| Ronaldo 5’ (rig.), 18’ | Marcatori | 35’ Carmona |

| Arbitro: | Clos Gómez (Comitato aragonese) |

|            |           |           |
| Suárez 53’ | Marcatori | 90’ Ramos |

| Arbitro: | Latre (Comitato aragonese) |

|                                 |           |                 |
| Morata 50’ Díaz 84’ Ramos 90+2’ | Marcatori | 63’, 65’ Joselu |

| Arbitro: | De Burgos Bengoetxea (Comitato basco) |

|                     |           |             |
| Zaza 4’ Orellana 9’ | Marcatori | 44’ Ronaldo |

| Arbitro: | Garrido (Comitato basco) |

|                                                    |           |  |
| Isco 12’, 31’ Benzema 20’ Ronaldo 27’ Casemiro 58’ | Marcatori |  |

| Arbitro: | Hernández Hernández (Comitato di Las Palmas) |

|                                |           |                    |
| Ramos 85’ (aut.) Jovetić 90+2’ | Marcatori | 67’ (rig.) Ronaldo |

| Arbitro: | Gil Manzano (Comitato estremadura) |

|                |           |            |
| Ramos 35’, 43’ | Marcatori | 63’ Juanpi |

#### Girone di ritorno
| Arbitro: | Melero López (Comitato andaluso) |

|                                    |           |  |
| Kovačić 38’ Ronaldo 51’ Morata 82’ | Marcatori |  |

| Arbitro: | Martínez Munuera (Comitato valenciano) |

|              |           |                                        |
| Guidetti 69’ | Marcatori | 10’, 49’ Ronaldo 70’ Benzema 88’ Kroos |

| Arbitro: | Iglesias Villanueva (Comitato galiziano) |

|          |           |                                    |
| León 33’ | Marcatori | 24’ Ronaldo 62’ Isco 90+3’ Vázquez |

| Arbitro: | Undiano Mallenco (Comitato navarro) |

|                     |           |  |
| Morata 33’ Bale 83’ | Marcatori |  |

| Arbitro: | Gil Manzano (Comitato estremadura) |

|                           |           |                                        |
| Trigueros 50’ Bakambu 56’ | Marcatori | 64’ Bale 74’ (rig.) Ronaldo 83’ Morata |

| Arbitro: | Fernández Borbalán (Comitato andaluso) |

|                                 |           |                                       |
| Isco 8’ Ronaldo 86’ (rig.), 89’ | Marcatori | 10’ Tana 56’ (rig.) Viera 59’ Boateng |

| Arbitro: | González (Comitato castiglianoleonese) |

|          |           |                                            |
| Peña 72’ | Marcatori | 14’, 25’ Benzema 29’ Rodríguez 60’ Asensio |

| Arbitro: | Mateu Lahoz (Comitato valenciano) |

|                       |           |              |
| Ronaldo 41’ Ramos 81’ | Marcatori | 24’ Sanabria |

| Arbitro: | Latre (Comitato aragonese) |

|            |           |                          |
| Aduriz 65’ | Marcatori | 25’ Benzema 68’ Casemiro |

| Arbitro: | Sanchez Martinez (Comitato murciano) |

|                                |           |  |
| Benzema 31’ Isco 85’ Nacho 88’ | Marcatori |  |

| Arbitro: | Álvarez Izquierdo (Comitato catalano) |

|                         |           |                                    |
| Gabriel 32’ Luciano 40’ | Marcatori | 15’ Rodríguez 18’, 23’, 48’ Morata |

| Arbitro: | De Burgos Bengoetxea (Comitato basco) |

|          |           |               |
| Pepe 52’ | Marcatori | 85’ Griezmann |

| Arbitro: | Fernández Borbalán (Comitato andaluso) |

|                   |           |                          |
| Čop 14’ Vesga 50’ | Marcatori | 17’, 90’ Isco 59’ Morata |

| Arbitro: | Hernández Hernández (Comitato di Las Palmas) |

|                            |           |                              |
| Casemiro 28’ Rodríguez 85’ | Marcatori | 33’, 90+2’ Messi 73’ Rakitić |

| Arbitro: | Sanchez Martinez (Comitato murciano) |

|                       |           |                                                                |
| Andone 35’ Joselu 84’ | Marcatori | 1’ Morata 14’, 66’ Rodríguez 44’ Vázquez 77’ Isco 87’ Casemiro |

| Arbitro: | Gil Manzano (Comitato estremadura) |

|                         |           |            |
| Ronaldo 27’ Marcelo 86’ | Marcatori | 82’ Parejo |

| Arbitro: | Iglesias Villanueva (Comitato galiziano) |

|  |           |                                   |
|  | Marcatori | 3’, 11’ Rodríguez 30’, 35’ Morata |

| Arbitro: | Undiano Mallenco (Comitato navarro) |

|                                      |           |             |
| Nacho 10’ Ronaldo 23’, 78’ Kroos 84’ | Marcatori | 48’ Jovetić |

| Arbitro: | De Burgos Bengoetxea (Comitato basco) |

|  |           |                        |
|  | Marcatori | 2’ Ronaldo 55’ Benzema |

### Coppa del Re
| Arbitro: | Trujillo (Comitato castiglianoleonese) |

|           |           |                                                                            |
| Benja 84’ | Marcatori | 6’ (aut.) Zuiverloon 32’, 53’ Asensio 46’, 55’ Morata 68’ Nacho 90+2’ Díaz |

| Arbitro: | Melero López (Comitato andaluso) |

|                                                                  |           |              |
| Díaz 1’, 42’, 87’ Rodríguez 23’ Fernández 63’ Morgado 90’ (aut.) | Marcatori | 45’ González |

| Arbitro: | Mateu Lahoz (Comitato valenciano) |

|                                      |           |  |
| Rodríguez 11’, 44’ (rig.) Varane 29’ | Marcatori |  |

| Arbitro: | Undiano Mallenco (Comitato navarro) |

|                                          |           |                                     |
| Danilo 10’ (aut.) Jovetić 53’ Iborra 77’ | Marcatori | 48’ Asensio 83’ Ramos 90+3’ Benzema |

| Arbitro: | Fernández Borbalán (Comitato andaluso) |

|             |           |                     |
| Marcelo 69’ | Marcatori | 64’ Aspas 70’ Jonny |

| Arbitro: | Sanchez Martinez (Comitato murciano) |

|                            |           |                         |
| Danilo 44’ (aut.) Wass 85’ | Marcatori | 62’ Ronaldo 90’ Vázquez |

### UEFA Champions League

#### Fase a gironi
| Arbitro: | Tagliavento |

|                          |           |           |
| Ronaldo 89’ Morata 90+5’ | Marcatori | 48’ César |

| Arbitro: | Clattenburg |

|                             |           |                        |
| Aubameyang 43’ Schürrle 87’ | Marcatori | 17’ Ronaldo 68’ Varane |

| Arbitro: | Buquet |

|                                                                        |           |                    |
| Bale 16’ Jodłowiec 20’ (aut.) Asensio 37’ Lucas Vázquez 68’ Morata 84’ | Marcatori | 22’ (rig.) Radović |

| Arbitro: | Kralovec |

|                                         |           |                                 |
| Odjidja-Ofoe 40’ Radović 58’ Moulin 83’ | Marcatori | 1’ Bale 35’ Benzema 85’ Kovačić |

| Arbitro: | Collum |

|                   |           |                        |
| Adrien 80’ (rig.) | Marcatori | 29’ Varane 87’ Benzema |

| Arbitro: | Marciniak |

|                  |           |                         |
| Benzema 28’, 53’ | Marcatori | 60’ Aubameyang 88’ Reus |

#### Fase a eliminazione diretta
| Arbitro: | Skomina |

|                                    |           |            |
| Benzema 18’ Kroos 49’ Casemiro 54’ | Marcatori | 8’ Insigne |

| Arbitro: | Cakir |

|             |           |                                           |
| Mertens 24’ | Marcatori | 51’ Ramos 57’ (aut.) Mertens 90+1’ Morata |

| Arbitro: | Rizzoli |

|           |           |                  |
| Vidal 25’ | Marcatori | 47’, 77’ Ronaldo |

| Arbitro: | Kassai |

|                                      |           |                                         |
| Ronaldo 76’, 105’, 110’ Asensio 112’ | Marcatori | 53’ (rig.) Lewandowski 78’ (aut.) Ramos |

| Arbitro: | Atkinson |

|                       |           |  |
| Ronaldo 10’, 73’, 86’ | Marcatori |  |

| Arbitro: | Cakir |

|                               |           |          |
| Saúl 12’ Griezmann 16’ (rig.) | Marcatori | 42’ Isco |

| Arbitro: | Brych |

|               |           |                                           |
| Mandzukic 27’ | Marcatori | 20’, 64’ Ronaldo 61’ Casemiro 90’ Asensio |

### Supercoppa UEFA
| Arbitro: | Mazic |

|                                       |           |                                    |
| Asensio 21’ Ramos 90+3’ Carvajal 119’ | Marcatori | 41’ Vázquez 72’ (rig.) Konoplyanka |

### Coppa del mondo per club FIFA
| Arbitro: | Caceres |

|  |           |                             |
|  | Marcatori | 45+2’ Benzema 90+3’ Ronaldo |

| Arbitro: | Sikazwe |

|                                          |           |                    |
| Benzema 9’ Ronaldo 60’ (rig.), 98’, 104’ | Marcatori | 44’, 52’ Shibasaki |

## Statistiche

### Statistiche di squadra
| Competizione                  | Punti | In casa | In casa | In casa | In casa | In casa | In casa | In trasferta | In trasferta | In trasferta | In trasferta | In trasferta | In trasferta | Totale | Totale | Totale | Totale | Totale | Totale | D.R  |
| Competizione                  | Punti | G       | V       | N       | P       | Gf      | Gs      | G            | V            | N            | P            | Gf           | Gs           | G      | V      | N      | P      | Gf     | Gs     | D.R  |
| ----------------------------- | ----- | ------- | ------- | ------- | ------- | ------- | ------- | ------------ | ------------ | ------------ | ------------ | ------------ | ------------ | ------ | ------ | ------ | ------ | ------ | ------ | ---- |
| Liga BBVA                     | 93    | 19      | 14      | 4       | 1       | 48      | 20      | 19           | 15           | 2            | 2            | 58           | 21           | 38     | 29     | 6      | 3      | 106    | 41     | +65  |
| Coppa del Re                  | -     | 3       | 2       | 0       | 1       | 10      | 3       | 3            | 1            | 2            | 0            | 12           | 6            | 6      | 3      | 2      | 1      | 22     | 9      | +13  |
| Champions League              | 12    | 6       | 5       | 1       | 0       | 19      | 7       | 7            | 4            | 2            | 1            | 17           | 11           | 13     | 9      | 3      | 1      | 36     | 18     | +17  |
| Supercoppa UEFA               | -     | -       | -       | -       | -       | -       | -       | -            | -            | -            | -            | -            | -            | 1      | 1      | 0      | 0      | 3      | 2      | +1   |
| Coppa del mondo per club FIFA | -     | -       | -       | -       | -       | -       | -       | -            | -            | -            | -            | -            | -            | 2      | 2      | 0      | 0      | 6      | 2      | +4   |
| Totale                        | 105   | 28      | 21      | 5       | 2       | 77      | 30      | 29           | 20           | 6            | 3            | 87           | 38           | 60     | 44     | 11     | 5      | 173    | 72     | +101 |

### Andamento in campionato
| Giornata  | 1 | 2 | 3 | 4 | 5 | 6 | 7 | 8 | 9 | 10 | 11 | 12 | 13 | 14 | 15 | 16 | 17 | 18 | 19 | 20 | 21 | 22 | 23 | 24 | 25 | 26 | 27 | 28 | 29 | 30 | 31 | 32 | 33 | 34 | 35 | 36 | 37 | 38 |
| --------- | - | - | - | - | - | - | - | - | - | -- | -- | -- | -- | -- | -- | -- | -- | -- | -- | -- | -- | -- | -- | -- | -- | -- | -- | -- | -- | -- | -- | -- | -- | -- | -- | -- | -- | -- |
| Luogo     | T | C | C | T | C | T | C | T | C | T  | C  | T  | C  | T  | C  | T  | C  | T  | C  | C  | T  | T  | C  | T  | C  | T  | C  | T  | C  | T  | C  | T  | C  | T  | C  | T  | C  | T  |
| Risultato | V | V | V | V | N | N | N | V | V | V  | V  | V  | V  | N  | V  | P  | V  | P  | V  | V  | V  | V  | V  | V  | N  | V  | V  | V  | V  | V  | N  | V  | P  | V  | V  | V  | V  | V  |
| Posizione | 2 | 3 | 1 | 1 | 1 | 1 | 2 | 2 | 1 | 1  | 1  | 1  | 1  | 1  | 1  | 1  | 1  | 1  | 1  | 1  | 1  | 1  | 1  | 1  | 2  | 2  | 1  | 1  | 1  | 1  | 1  | 1  | 2  | 2  | 2  | 2  | 2  | 1  |

Fonte:  Liga – Classifiche, su sport.sky.it, sport.sky.it (archiviato dall'url originale il 12 marzo 2014).
Legenda:

Luogo: C = Casa; T = Trasferta. Risultato: V = Vittoria; N = Pareggio; P = Sconfitta.

### Statistiche dei giocatori
In corsivo i giocatori che hanno lasciato la squadra a stagione già iniziata.
| Giocatore    | Liga     | Liga | Liga        | Liga       | Coppa del Re | Coppa del Re | Coppa del Re | Coppa del Re | UEFA Champions League | UEFA Champions League | UEFA Champions League | UEFA Champions League | Altre competizioni | Altre competizioni | Altre competizioni | Altre competizioni | Totale   | Totale | Totale      | Totale     |
| Giocatore    | Presenze | Reti | Ammonizioni | Espulsioni | Presenze     | Reti         | Ammonizioni  | Espulsioni   | Presenze              | Reti                  | Ammonizioni           | Espulsioni            | Presenze           | Reti               | Ammonizioni        | Espulsioni         | Presenze | Reti   | Ammonizioni | Espulsioni |
| ------------ | -------- | ---- | ----------- | ---------- | ------------ | ------------ | ------------ | ------------ | --------------------- | --------------------- | --------------------- | --------------------- | ------------------ | ------------------ | ------------------ | ------------------ | -------- | ------ | ----------- | ---------- |
| M. Asensio   | 23       | 3    | 0           | 0          | 6            | 3            | 0            | 0            | 8                     | 3                     | 1                     | 0                     | 1                  | 1                  | 1                  | 0                  | 38       | 10     | 2           | 0          |
| G. Bale      | 19       | 7    | 3           | 1          | 0            | 0            | 0            | 0            | 8                     | 2                     | 0                     | 0                     | 0                  | 0                  | 0                  | 0                  | 27       | 9      | 3           | 1          |
| K. Benzema   | 29       | 11   | 0           | 0          | 3            | 1            | 0            | 0            | 13                    | 5                     | 0                     | 0                     | 3                  | 2                  | 0                  | 0                  | 48       | 19     | 0           | 0          |
| D. Carvajal  | 23       | 0    | 11          | 0          | 4            | 0            | 1            | 0            | 11                    | 0                     | 2                     | 0                     | 3                  | 1                  | 2                  | 0                  | 41       | 1      | 16          | 0          |
| Casemiro     | 25       | 4    | 9           | 0          | 5            | 0            | 2            | 0            | 9                     | 2                     | 2                     | 0                     | 3                  | 0                  | 1                  | 0                  | 42       | 6      | 14          | 0          |
| K. Casilla   | 11       | -10  | 0           | 0          | 6            | -8           | 1            | 0            | 1                     | -1                    | 0                     | 0                     | 1                  | -2                 | 0                  | 0                  | 19       | -21    | 1           | 0          |
| F. Coentrão  | 3        | 0    | 0           | 0          | 1            | 0            | 0            | 0            | 2                     | 0                     | 0                     | 0                     | 0                  | 0                  | 0                  | 0                  | 6        | 0      | 0           | 0          |
| Danilo       | 17       | 1    | 2           | 0          | 5            | 0            | 1            | 0            | 3                     | 0                     | 1                     | 0                     | 0                  | 0                  | 0                  | 0                  | 25       | 1      | 4           | 0          |
| M. Díaz      | 8        | 1    | 0           | 0          | 5            | 4            | 0            | 0            | 1                     | 0                     | 0                     | 0                     | 0                  | 0                  | 0                  | 0                  | 14       | 5      | 0           | 0          |
| E. Fernández | 0        | 0    | 0           | 0          | 1            | 0            | 0            | 0            | 0                     | 0                     | 0                     | 0                     | 0                  | 0                  | 0                  | 0                  | 1        | 0      | 0           | 0          |
| Isco         | 30       | 10   | 3           | 0          | 4            | 0            | 0            | 0            | 6                     | 1                     | 1                     | 0                     | 2                  | 0                  | 0                  | 0                  | 42       | 11     | 4           | 0          |
| M Kovačić    | 27       | 1    | 1           | 0          | 4            | 0            | 1            | 0            | 6                     | 0                     | 1                     | 0                     | 2                  | 0                  | 0                  | 0                  | 39       | 1      | 3           | 0          |
| T. Kroos     | 29       | 3    | 6           | 0          | 5            | 0            | 0            | 0            | 12                    | 1                     | 3                     | 0                     | 2                  | 0                  | 0                  | 0                  | 48       | 4      | 9           | 0          |
| Marcelo      | 30       | 2    | 2           | 0          | 3            | 1            | 2            | 0            | 11                    | 0                     | 1                     | 0                     | 3                  | 0                  | 0                  | 0                  | 47       | 3      | 5           | 0          |
| L. Modrić    | 25       | 1    | 2           | 0          | 2            | 0            | 0            | 0            | 11                    | 0                     | 2                     | 0                     | 3                  | 0                  | 0                  | 0                  | 41       | 1      | 4           | 0          |
| Á. Morata    | 28       | 15   | 8           | 0          | 5            | 2            | 0            | 0            | 8                     | 3                     | 0                     | 0                     | 3                  | 0                  | 0                  | 0                  | 44       | 20     | 8           | 0          |
| Nacho        | 28       | 2    | 5           | 0          | 5            | 1            | 0            | 0            | 4                     | 0                     | 0                     | 0                     | 2                  | 0                  | 1                  | 0                  | 39       | 3      | 6           | 0          |
| K. Navas     | 27       | -31  | 2           | 0          | 0            | -0           | 0            | 0            | 13                    | -17                   | 0                     | 0                     | 2                  | -2                 | 0                  | 0                  | 42       | -50    | 2           | 0          |
| M. Ødegaard  | 0        | 0    | 0           | 0          | 1            | 0            | 0            | 0            | 0                     | 0                     | 0                     | 0                     | 0                  | 0                  | 0                  | 0                  | 1        | 0      | 0           | 0          |
| Pepe         | 13       | 2    | 1           | 0          | 2            | 0            | 0            | 0            | 3                     | 0                     | 0                     | 0                     | 0                  | 0                  | 0                  | 0                  | 18       | 2      | 1           | 0          |
| S. Ramos     | 28       | 7    | 8           | 1          | 3            | 1            | 1            | 0            | 11                    | 1                     | 4                     | 0                     | 2                  | 1                  | 1                  | 0                  | 44       | 10     | 14          | 1          |
| J. Rodríguez | 23       | 7    | 2           | 0          | 3            | 3            | 0            | 0            | 6                     | 0                     | 0                     | 0                     | 2                  | 0                  | 1                  | 0                  | 34       | 10     | 3           | 0          |
| C. Ronaldo   | 29       | 25   | 4           | 0          | 2            | 1            | 0            | 0            | 13                    | 12                    | 1                     | 0                     | 2                  | 4                  | 0                  | 0                  | 46       | 42     | 5           | 0          |
| Á. Tejero    | 1        | 0    | 0           | 0          | 1            | 0            | 0            | 0            | 0                     | 0                     | 0                     | 0                     | 0                  | 0                  | 0                  | 0                  | 2        | 0      | 0           | 0          |
| R. Varane    | 23       | 1    | 1           | 0          | 3            | 1            | 0            | 0            | 10                    | 2                     | 0                     | 0                     | 3                  | 0                  | 0                  | 0                  | 39       | 4      | 1           | 0          |
| L. Vázquez   | 33       | 2    | 4           | 0          | 4            | 1            | 1            | 0            | 10                    | 1                     | 1                     | 0                     | 3                  | 0                  | 0                  | 0                  | 50       | 4      | 6           | 0          |
| R. Yáñez     | 0        | -0   | 0           | 0          | 1            | -0           | 0            | 0            | 0                     | -0                    | 0                     | 0                     | 0                  | -0                 | 0                  | 0                  | 1        | -0     | 0           | 0          |